# 48A busz (Budapest)
A budapesti 48A jelzésű autóbusz Csepel, Szent Imre tér és Csepel, Határ utca között közlekedett. A járatot a Budapesti Közlekedési Rt. üzemeltette.

## Története
1957 és 1964 között a XX. kerületi Erzsébet (ma Szent Erzsébet) tér és a X. kerületi Új köztemető, I-es kőrönd között közlekedett a FAÜ üzemeltetésében, rendkívüli temetői viszonylatként. A jogutód BKV az 1991. május 20-án Csepelen, a Tanácsház (ma Szent Imre) tér – Határ utca útvonalon indított viszonylatát látta el ezzel a jelzéssel. 1995. június 12-étől szünetelt, majd szeptember 1-jétől kizárólag tanítási napokon, a reggeli csúcsidőszakban közlekedett. 2001. szeptember 3-án az Ikarus 280-as csuklós buszokat Ikarus 260-as szóló buszokra cserélték. 2005. június 15-én a tanszüneti menetrend bevezetésével megszűnt, július 4-étől a módosított útvonalú 151-es busz vette át a szerepét.

## Útvonala
| Csepel, Határ utca felé                                                                                          | Csepel, Szent Imre tér felé |
| --- | --- |
| Csepel, Szent Imre tér vá. – Kossuth Lajos utca – Széchenyi István utca – Késmárki utca – Csepel, Határ utca vá. | Csepel, Határ utca vá. – Késmárki utca – Széchenyi István utca – Kossuth Lajos utca – Szent István út – II. Rákóczi Ferenc út – Koltói Anna utca – Kossuth Lajos utca – Csepel, Szent Imre tér vá. |

## Megállóhelyei
| 0 | Csepel, Szent Imre tér végállomás (Korábban: Csepel, Tanácsház tér) | 12 | 19, 38, 38A, 38, 48, 51, 52, 59, 59A, 71, 79, 138, 148, 152, 159             | 38A, 48, 51, 52, 59, 59A, 71, 79, 79A, 138, 151, 152, 159             |
| ∫ | Szent Imre tér                                                      | 10 | Csepeli HÉV 19, 38, 38A, 38, 48, 51, 52, 59, 59A, 71, 79, 138, 148, 152, 159 | Csepeli HÉV 38A, 48, 51, 52, 59, 59A, 71, 79, 79A, 138, 151, 152, 159 |
| ∫ | Karácsony Sándor utca                                               | 9  | Csepeli HÉV 19, 38, 38A, 38, 52, 59, 59A, 152, 159                           | Csepeli HÉV 38A, 48, 52, 59, 59A, 138, 152, 159                       |
| 2 | Karácsony Sándor utca                                               | ∫  | 19, 48, 52, 59, 59A, 152, 159                                                | 48, 52, 59, 59A, 151, 152, 159                                        |
| ∫ | II. Rákóczi Ferenc út                                               | 8  | 19, 38, 38A, 38, 48, 59, 59A, 71, 138                                        | 38A, 48, 59, 59A, 71, 138, 151                                        |
| 4 | Széchenyi István utca                                               | 6  | 19, 38, 38A, 38, 48, 52, 59, 59A, 138, 152, 159                              | 38A, 48, 52, 59, 59A, 138, 151, 152, 159                              |
| 5 | Bajcsy-Zsilinszky út                                                | 4  | 48, 71                                                                       | 48, 71, 151                                                           |
| 6 | Rákóczi tér (Korábban: Vasmunkás tér)                               | 3  | 48                                                                           | 48, 151                                                               |
| 7 | Kikötő utca                                                         | 2  | 48                                                                           | 48, 151                                                               |
| 8 | Késmárki utca (↓) Szebeni utca (↑)                                  | 1  | 48, 71                                                                       | 48, 71, 151                                                           |
| 9 | Csepel, Határ utca végállomás                                       | 0  | 48, 71                                                                       | 48, 71, 151                                                           |